# 林維浹
林維浹（越南语：／，1806年—1863年），初名林維義（越南语：／），字正路（越南语：／），號質齋（越南语：／），明鄉人，越南阮朝官員、學者。

## 生平
林維浹祖先來自中國，入籍於平定綏遠縣。明命九年（1828年），考中举人。歷任知縣、知府，政績斐然，名聲遠播。明命十八年（1837年），陞侍讀學士，入閣辦事。不久又陞任侍郎，仍然辦理閣務。紹治元年（1841年），因做事細心，加參知銜，照從二品領取俸祿。紹治二年（1842年），隨紹治帝前往河內接受清朝冊封，後獲御賜垂纓攀龍附鳳、一枚金錢和八兩銀子，並授兵部右參知。該年十一月，派往南圻督察軍隊。紹治六年（1846年），署理工部尚書。很快又改任禮部尚書，兼管侍衛。
紹治七年（1847年）九月，奉紹治帝遺詔，充當嗣德帝的輔政大臣，陞任協辦大學士。嗣德三年（1850年），改任機密院大臣，兼國史館副總裁，協辦京畿水師事務。嗣德帝以其功勳老臣之故，下令嘉獎。不久與張登桂、武文解上疏請求除去輔政大臣職銜，嗣德帝詔不許。該年冬，承天府雨多天寒，林維浹又上疏進言：“慎一德以承天休，旌循吏以風有司，選賢才以收寔用，及袪成案駁查重犯滯禁之弊。”獲得嗣德帝嘉獎。林維浹趁機又提出除去輔政大臣職銜的請求，終獲准許。嗣德六年（1853年），林維浹上疏請求回家探親，嗣德帝賞銀四十兩，並蔭授一子為主事。林維浹回京之後，改任河寧總督。專門管理海陽、太原、北寧三省鉛礦。當時寧平土酋丁公美煽動叛亂，林維浹讓清人黎達記糾集礦夫抵禦丁公美，遭到嗣德帝訓斥，認為不應該假借外人之手解決叛亂。降林維浹為巡撫。當時該省洪澇災害特別嚴重，林維浹未能事先預防，事後賑災不力，遭到科道張懿彈劾，以至被革職，左遷兵部參知。
嗣德十二年（1859年），再任機密院大臣，又陞尚書銜。嗣德十五年（1862年），嗣德帝與法國人在南圻議和，命林維浹為議和副全權大臣，和潘清簡一起前往南圻談判。林維浹向嗣德帝辭行時，嗣德帝親自為其斟酒，結果林維浹酒後失言，遭到嗣德帝嚴厲譴責，改任其為順慶巡撫，但仍前往南圻參與和法國統帥的談判，戴罪立功。但不久之後林維浹去世。嗣德帝下旨厚葬。
嗣德二十一年（1868年），嗣德帝下旨追奪林維浹和潘清簡的職銜；又刮去進士碑名，永存斬候之案。同慶元年（1886年），阮有度向同慶帝為林維浹陳情，開復為兵部侍郎。

## 家庭
- 子林維湛，尚公主
  - 孫林維壂，襲錦衣校尉